# Roger Alier
Roger Alier Aixalà (Los Teques, Venezuela; 28 de julio de 1941-Barcelona, España; 29 de junio de 2023) fue un historiador y crítico musical hispanovenezolano.

## Biografía
Hijo del psiquiatra Joaquín Alier Gómez, exiliado en Venezuela, se trasladó con sus padres a Estados Unidos, Australia, Nueva Guinea y a la Isla de Java, donde cursó la escuela primaria en inglés y holandés, fundamento de un amplio poliglotismo que condicionó y caracterizó su personalidad. En 1951 se trasladó a Barcelona donde estudió piano en el Conservatorio del Liceo y la carrera de Historia Moderna. Investigó la figura de Joan-Pau Canals i Martí, barón de la Vallroja. Obtuvo la calificación de "cum laude" y el premio extraordinario de doctorado con la tesis Els orígens de l'òpera a Barcelona (Los orígenes de la ópera en Barcelona), en 1979, aportación fundamental al conocimiento de la historia de la música en Cataluña, publicada posteriormente por el Instituto de Estudios Catalanes. Estudió también aspectos de la música modernista, como "La Societat Coral Catalunya Nova" (La Sociedad Coral Cataluña Nueva), en 1975. Durante los años 1971-1977, fue el responsable de la sección de música universal y catalana de la Gran Enciclopedia Catalana, donde colaboró estrechamente con Max Cahner. Fue crítico en la revista Serra D'Or del periódico Avui. Desde el año 1987 fue crítico de ópera en el periódico La Vanguardia, y desde 1979 era profesor de la Universidad de Barcelona de Historia de la Música ganando la plaza de profesor titular. Fue uno de los docentes más valorados en la Facultat, en la que desveló numerosas vocaciones de estudiosos de la música. Entre los años 1980-1988 dirigió la sección de música de la editora DAIMON, donde publicó biografías de Bach, Alessandro Scarlatti, etc. y una colección de libretos de ópera con títulos de Mozart, Domenico Cimarosa, Rossini, Vincenzo Bellini, Donizetti, Verdi y Puccini entre otros. En 1991 fundó la revista Ópera Actual, que dirigió hasta el año 2000. También colaboró en la revista Opera de Londres.
Publicó diversos libros sobre el Gran Teatro del Liceo, una biografía detallada de Luciano Pavarotti (2005) y un amplio Diccionario de la Ópera (2007) en 2 volúmenes. Hizo la edición y el estudio preliminar (2008) del poema satírico en catalán Gran Teatre del Liceu de c. 1850, manuscrito de la Biblioteca de Cataluña. También tradujo óperas al catalán y promovió la representación de algunas óperas en el Teatro Principal de Barcelona (1999-2000).
En 2011 publicó un libro dedicado a la zarzuela titulado Zarzuela. La (tela): La historia, los compositores, los intérpretes y los hitos del género lírico español.
Con Marcel Gorgori, protagonizó un programa televisivo de ópera en el Canal 33 y posteriormente un programa en la radio Cataluña Música dedicado a las grandes voces. Cada sábado a las 19:00, también con Marcel Gorgori y en Cataluña Música, presentaba los mejores momentos de la historia del género en el programa Històries de l'Òpera (Historias de la Ópera). 
Fue académico electo de la Real Academia de Buenas Letras de Barcelona, miembro del Consejo Asesor del Conservatorio del Liceo, presidente honorífico de la Federación de Asociaciones de Amigos de la Ópera de Cataluña y profesor de la Escuela de Ópera de Sabadell.
Su constante trabajo de conferenciante, documentado y extraordinariamente ameno, lo ha convertido en una de las figuras de referencia en el mundo de la ópera en Cataluña, y uno de los máximos responsables del renacimiento en Cataluña de la afición a la ópera entre un público que supera el círculo estrecho de las minorías.